# Бјарозавка
{{Град у Белорусији
| назив = Бјарозавка
| изворни_назив = -{}-
| слика = Byarozavka3.JPG
| опис_слике = Локални Дом културе 
| градска_застава = Flag of Biarozaŭka, Belarus.svg
| грб = Coat of Arms of Biarozaŭka, Belarus.svg
| област =  Гродњенска област
| рејон = Лидски рејон
| оснивање = крајем XIX века
| град_од = 1995.
| површина = 
| становништво = 10643 (процена)
| извор_становништво = 
| година_становништво = 2012
| густина = 
| агломерација = 
| година_агломерација = 
| гшир = 53.716667
| гдуж = 25.5
| надморска_висина = 
| поштански_код = 231306
| позивни_број = +375 1561
| регистарска_ознака = 4
| градоначелник = 
| веб-страна = 
}}
Бјарозавка или Березовка (блр. Бярозаўка; рус. Берёзовка; пољ. Brzozówka) град је у западном делу Републике Белорусије. Налази се у границама Лидског рејона Гродњенске области. 
Према процени из 2012. у граду су живела 10.643 становника.
Најважнији привредни колектив у граду је фабрика стакла „ОАО Њемен“, једна од највећих на територији Белорусије. 

## Географија
Град се налази у јужном делу Лидског рејона, на левој обали реке Њемен и пружа се дуж њене обале у дужини од 1,5 км. Налази се на око 27 км јужније од града Лиде, на деоници друма који повезује Лиду са Навагрудком, и на око 7 км од железничке станице Њемен. 

## Историја
Настанак града уско је везан са развојем фабрике стакла која је на том подручју основана крајем XIX века. Насеље се развило око бројних малих занатских радионица у којима се вековима производило стакло. Прва већа фабрика стакла отворена је у селу Устрањ Борки 1875. године, а прва фабрика на месту данашњег града почела је са радом 1883. године. 
Године 1921. Бјарозавка постаје делом Пољске, а од 1939. и Белорусије (тада Белоруска ССР). Делом Навагрудског рејона постаје 1940, и у његовим границама остаје све до 1962. када је припојена садашњем Лидском рејону. У административном погледу 1959. добија статус радничког насеља, 1968. статус вароши, а статус града носи од 1995. године. 

## Становништво
Према процени, у граду је 2012. живело 10.643 становника.
| 1979. | 1989.  | 1999.  | 2009.  | 2012.  |
| ----- | ------ | ------ | ------ | ------ |
| 8.522 | 11.418 | 11.418 | 10.835 | 10.643 |